# Archaeopithecidae
Az Archaeopithecidae az emlősök (Mammalia) osztályának a Notoungulata rendjébe, ezen belül a Typotheria alrendjébe tartozó család.

## Tudnivalók
Az Archaeopithecidae-fajok Dél-Amerika területén éltek, a kora eocén korszakban.

## Rendszerezés
A családba az alábbi 2 nem tartozik:
- †Acropithecus
- †Archaeopithecus

### Fordítás
Ez a szócikk részben vagy egészben  az   Archaeopithecidae című angol Wikipédia-szócikk fordításán alapul.  Az eredeti cikk szerkesztőit annak laptörténete sorolja fel. Ez a jelzés csupán a megfogalmazás eredetét és a szerzői jogokat jelzi, nem szolgál a cikkben szereplő információk forrásmegjelöléseként.